# Малько Олександр Вікторович
Олекса́ндр Ві́кторович Малько́ — майор Збройних сил України, учасник російсько-української війни.

## Нагороди
За особисту мужність і високий професіоналізм, виявлені у захисті державного суверенітету та територіальної цілісності України, вірність військовій присязі нагороджений орденом Богдана Хмельницького III ступеня (6.1.2016).